# ATP Challenger Coquimbo
Das ATP Challenger Coquimbo (offizieller Name: Dove Men+Care Legión Sudamericana Coquimbo Challenger) war ein zwischen 2022 und 2023 stattfindendes Tennisturnier in Coquimbo, Chile. Es war Teil der ATP Challenger Tour und wurde im Freien auf Sand ausgetragen.

## Liste der Sieger

### Einzel
| Jahr     | Sieger                       | Finalgegner              | Ergebnis        |
| -------- | ---------------------------- | ------------------------ | --------------- |
| 2023     | Matheus Pucinelli de Almeida | João Lucas Reis da Silva | 7:61, 6:74, 6:4 |
| 2022 (2) | Juan Manuel Cerúndolo        | Facundo Díaz Acosta      | 6:3, 3:6, 6:4   |
| 2022 (1) | Facundo Díaz Acosta          | Pedro Boscardin Dias     | 7:5, 7:64       |

### Doppel
| Jahr     | Sieger                           | Finalgegner                      | Ergebnis         |
| -------- | -------------------------------- | -------------------------------- | ---------------- |
| 2023     | Valerio Aboian Murkel Dellien    | Tomás Farjat Facundo Juárez      | 7:64, 6:0        |
| 2022 (2) | Franco Agamenone Hernán Casanova | Karol Drzewiecki Jakub Paul      | 6:3, 6:4         |
| 2022 (1) | Guillermo Durán Nicolás Mejía    | Diego Hidalgo Cristian Rodríguez | 6:4, 1:6, [10:7] |